# KBV
K.B.V (Kampioen Bij Volharding) is een voormalige Nederlandse amateurvoetbalvereniging uit Amsterdam die onder de naam KBV van 1930 to 2003 in diverse Nederlandse districtsklasses en drie jaar in de Hoofdklasse speelde. In 2003 fuseerde de club met FC Blauw-Wit Osdorp (in 2001 ontstaan als fusie tussen Blauw-Wit en Osdorp/Sport en Neerlandia/SLTO (in 1991 ontstaan als fusie tussen SC Neerlandia (10 mei 1902 en tot 1905 spelend als Swift) en SLTO (Samenspel Leidt Tot Overwinning, 1 juni 1919 en tot 1921 spelend als DES)) en Sparta Amsterdam (in 1992 ontstaan als fusie tussen SCZ '58 (Sport Club Zuid, 17 februari 1958) en ASSV (Amsterdamse Spoorwegen Sport Vereniging, 1 maart 1948) tot FC Blauw-Wit Amsterdam.
De club speelde op Sportpark Riekerhaven.
De afkorting K.B.V stond eerst voor Kappers Bedienden Voetbalvereeniging. Door de fusie tussen KBV en Thor in april 1937, waarbij oprichtingsdatum van oudste club is aangehouden is de betekenis van afkorting aangepast.

## Standaardelftal
In het seizoen 1999/00 werd het standaardelftal kampioen in de Eerste klasse, datzelfde seizoen werd ook de districtsbeker in West-1 en de KNVB Beker voor amateurs gewonnen.
De laatste drie seizoenen, 2000/01, 2001/02, 2002/03 speelde dit team in de Hoofdklasse (HA zondag).
Ook speelde de club in de groepsfase van de KNVB beker 2001/02.

### Erelijst
kampioen Eerste klasse: 2000
kampioen Tweede klasse: 1995
kampioen Derde klasse: 1962, 1966, 1990
kampioen Vierde klasse: 1955, 1981, 1983
winnaar KNVB Beker voor amateurs: 2000
winnaar Districtsbeker West-I: 2000, 2001

### Competitieresultaten 1950–2003
| 5 4I |

| 3 4F |

| 8 4C |

| 4 4D |

| 4 4C |

| 1 4D |

| 8 3C |

| 10 3C |

| 11 3C |

| 5 3D |

| 8 3C |

| 10 3B |

| 1 3C |

| 2 3C |

| 4 3B |

| 5 3B |

| 1 3C |

| 12 2B |

| 3 3B |

| 9 3C |

| 11 3B |

| 9 4E |

| 3 4F |

| 3 4F |

| 8 4D |

| 5 4E |

| 9 4E |

| 12 4D |

| ? |

| ? |

| 6 4F |

| 1 4F |

| 11 3C |

| 1 4F |

| 4 3C |

| 3 3C |

| 2 3C |

| 10 3C |

| 4 3C |

| 3 3C |

| 2 3C |

| 3 2A |

| 7 2A |

| 2 2A |

| 3 2A |

| 1 2A |

| 8 1A |

| 9 1B |

| 2 1A |

| 4 1A |

| 1 1A |

| 10 A |

| 8 A |

| 14 A |

1990: de beslissingswedstrijd om het klassekampioenschap in 3C werd gewonnen van Animo '86.
| Hoofdklasse | Eerste klasse | Tweede klasse | Derde klasse | Vierde klasse | NHVB Hoofdklasse |

## Bekende (oud-)spelers en trainers
Voormalig: AFC "Sport" · Ambon · FC Amsterdam · V.V. Amsterdam · ASSV · VV De Beursbengels · FC Blauw-Wit Amsterdam · Blauw-Wit Osdorp · B.P.C. · CDW · FC Chabab · D.E.C. · VV DIB · D.N.C. · DWV · SC De Eland · Energia · SC Fenerbahçe · ASV De Germaan · KBV · N.E.C. '75 · AFC Neerlandia · Neerlandia/SLTO · New Amsterdam · FC Nieuwendam · SC Nieuwendam · ODOS · Oriënt · P en T · RAP · SCZ '58 · Sparta Amsterdam · Sporting Amsterdam · Sporting Noord · SV Osdorp · Osdorp/Sport · SLTO · Avv SPORT · Türkiyemspor · De Volewijckers · Volharding · SC Voorland · ZRC Herenmarkt